# Historiska domsagor i Västmanlands län
Historiska domsagor i Västmanlands län består av domsagor i Västmanlands län före och efter tingsrättsreformen 1971. Samtliga dessa sorterade under Svea hovrätt. Genom länsändringar kom några av domsagorna ligga i Uppsala län. 
Domsagorna bestod ursprungligen av häradernas tingslag inom vilka motsvarande häradsrätt var verksam. Städerna omfattades inte av häradernas jurisdiktion, utan lydde under de egna rådhusrätterna.

## Domsagor från tiden efter 1971
Dessa var renodlade domkretsar till tingsrätterna:
- Västmanlands domsaga från 2001, namnändrades 1 juli 2018 till Västmanlands domkrets
- Sala domsaga upphörde 2001 till Västmanlands domsaga
- Köpings domsaga upphörde 2001 till Västmanlands domsaga
- Västerås domsaga upphörde 2001 till Västmanlands domsaga
- Västmanlands mellersta domsaga upphörde 1973/1974 till Sala domsaga

## Upphörda 1971
- Västmanlands östra domsaga (före 1850-talet benämnd Simtuna, Torstuna, Våla, Över- och Yttertjurbo domsaga) från 1680. Uppgick i Sala domsaga
  - omfattade Simtuna härad, Torstuna härad, Våla härad, Övertjurbo härad samt till 1865 Yttertjurbo härad
- Västmanlands mellersta domsaga från 1929. Uppgick i Västmanlands mellersta domsaga och Västerås domsaga
  - omfattade Vagnsbro härad, Norrbo härad, Tuhundra härad, Siende härad, Yttertjurbo härad, Gamla Norbergs bergslag
- Västmanlands västra domsaga från 1858. Uppgick i Köpings domsaga
  - omfattade Åkerbo härad, Skinnskattebergs bergslag samt från 1929 Snevringe härad

## Upphörda 1929
- Västmanlands södra domsaga (före 1850-talet benämnd Siende, Tuhundra och Snevringe domsaga) från 1796
  - omfattade Siende härad, Tuhundra härad, Snevringe härad och från 1865 Yttertjurbo härad
- Västmanlands norra domsaga från 1858
  - omfattade Gamla Norbergs bergslag, Norrbo härad och Vagnsbro härad

## Upphörda 1858
- Gamla Norberg, Norrbo, Vagnsbro och Skinnskattebergs domsaga från 1680
  - omfattade Gamla Norbergs bergslag, Skinnskattebergs bergslag, Norrbo härad och Vagnsbro härad
- Åkerbo domsaga
  - omfattade Åkerbo härad

## Upphörda 1795
- Siende, Tuhundra, Åkerbo och Snevringe domsaga från 1719
  - omfattade Siende härad, Tuhundra härad, Åkerbo härad och Snevringe härad

## Upphörda 1718
- Strömsholms läns domsaga från 1680
  - omfattade Snevringe härad
- Siende, Tuhundra och Åkerbo domsaga från 1680